# 工具变量
工具变量（英語：instrumental variable，简称“IV”），又稱仪器变量或辅助变量，是经济学、计量经济学、流行病学和相关学科中无法实现可控实验的时，用于估计模型因果关系的方法。
在回归模型中，当解釋變數与误差项存在相关性（内生性问题），使用工具变量法能够得到一致的估计量。内生性问题一般产生于被忽略变量问题或者测量误差问题。当内生性问题出现时，常见的线性回归模型会出现不一致的估计量。此时，如果存在工具变量，那么人们仍然可以得到一致的估计量。根据定义，工具变量应该是一个不属于原解释方程并且与内生解释变量相关的变量。在线性模型中，一个有效的工具变量应该满足以下两点：
- 此变量和内生解释变量存在相关性；
- 此变量和误差项不相关，也就是说工具变量严格外生（英语：Exogeny）。

## 定义
工具变量的正式定义由Pearl于2000年运用反证法和图形评价法提出。2008年，Heckman讨论了因果律在计量经济学中的表示，以及与工具变量和其他方法之间的关系。
Philip G. Wright 在他1928年出版的书《The Tariff on Animal and Vegetable Oils》里面第一次提到了工具变量理论。